# アユサン
アユサン（欧字名:Ayusan、2010年2月21日 - ）は、日本の競走馬、繁殖牝馬。
2013年の桜花賞（GI）優勝馬である。2022年JRA賞最優秀2歳牡馬であるドルチェモアの母である。

## 経歴

### デビューまで

#### 誕生までの経緯
バイザキャットは、1995年にアメリカ合衆国で生産された牝馬である。父はストームキャット、母父アファームドであり、母は1991年のトップフライトハンデキャップ（G1）を優勝したバイザファームだった。バイザキャットは、そのままアメリカで競走馬となり3戦1勝。引退後は繁殖牝馬となり、2000年に初仔を得るなど、しばらくアメリカで生産していた。
アメリカでは、4頭の仔を産んでおり、いずれも北アメリカで勝ち上がりを果たしている。特に2005年産の3番仔サキトゥミー（父:フサイチペガサス）は4勝し、リステッド・リストリクテッド・レースを勝利など出世していた。2006年、ティズナウと交配した後のバイザキャットは、キーンランドの繁殖牝馬セールに出され、売却が図られていた。
バイザキャットを落札したのは、日本の北海道日高町にある生産牧場の下河辺牧場だった。日本ではこの頃、ディープインパクトが競走馬として活躍していた。2005年に無敗でクラシック三冠を果たし、翌2006年も活躍。引退までにGI7勝を挙げて、種牡馬としての活躍も期待されていた。牧場では、近い将来種牡馬となるディープインパクトには、父ストームキャットの繁殖牝馬と相性が良いのでは、という見当をつけていた。このため、父ストームキャットであるバイザキャットを見出していた。下河辺行雄は、初めてバイザキャットを見たとき「いかつい馬体や顔つきなど、父（ストームキャット）の特徴を色濃く受け継いでる（カッコ内加筆者）」と感じたと回顧している。
バイザキャットは、2006年に日本に輸入されて、下河辺牧場で生産を開始した。ティズナウの仔を産んでから、日本での初年度こそキングカメハメハだったが、2年目から連続して、牧場が狙っていたディープインパクトとの交配が実現する。2009年が2年目のディープインパクト交配だった。そして翌2010年2月21日、北海道日高町の下河辺牧場にて8番仔である鹿毛の牝馬（後のアユサン）が誕生する。

#### 幼駒時代
生まれた直後の8番仔は、牝馬にしては恵まれた体格の持ち主だった。父ディープインパクトに似て、少し細い肉付きだったが、食欲旺盛で大きく成長し、体格に見合った馬体を手に入れていた。また歩きも柔らかく、落ち着いた気性の持ち主でもあり、牧場内の評価は高かった。1歳秋には、同じ下河辺牧場の育成部門に移り、育成調教が施された。人が跨っても評価は揺るぐことなく高かった。ただ一つ、後ろ脚の成長が遅く、他の部位よりも未熟な状態で牧場を巣立っていた。馬体の本格的な成長は、厩舎に入ってからだった。
8番仔は、群馬県高崎市で建設関係の会社を営む馬主の星野壽市の所有となる。昔、高崎競馬の馬主をしていた星野は、本業専念のために諦めていたが、孫の一言がきっかけとなって馬主を再開し、中央競馬にも参戦するようになっていた。星野は、初め孫や子供など、家族の名前を所有馬に与えていた。しかしある時、その家族の名前を一通り使用し、命名案が尽きていた。そこで「銀座のおねえちゃん」の名前に手を出していた。8番仔は「銀座のおねえちゃん」の名前「アユ」に、呼称「さん」を加えた「アユサン」と命名される。
星野はアユサンを、美浦トレーニングセンター所属の調教師で栃木県足利市出身の手塚貴久に託した。手塚の父は、栃木県足利市、足利競馬の調教師であり、同じ北関東の縁で託していた。そして後になって定まる主戦騎手には、群馬県伊勢崎市出身の丸山元気が起用されることになる。丸山の父は、高崎競馬の騎手であり、同じく北関東の縁で丸山に託していた。星野、手塚、丸山はしめて北関東をルーツに持っていた。この3人は「北関東ライン」（デイリースポーツ）などと呼称された。アユサンは、体質が弱かった。このため調教が細心の注意を払う必要があった。デビュー直前には発熱したり、デビューしてからも様々な障害に直面することになる。

### 競走馬時代

#### クラシックまで道程
10月6日、東京競馬場の新馬戦（芝1400メートル）に蛯名正義が騎乗してデビューを果たす。単勝オッズ2.8倍の1番人気だった。スタートで後手を踏み、後方追走となったが、直線で外側に持ち出してから追い上げて、すべて差し切り、突き放していた。以降は、蛯名が手綱を緩めて、三度振り返る余裕を見せながら独走、ヒシラストガイに1馬身4分の3差をつけて決勝を通過し、初出走初勝利を果たした。

続いて11月3日、アルテミスステークス（新設重賞）に4番人気で重賞初挑戦となる。丸山に乗り替わり臨み、以後引退まで主戦であり続ける。後方追走から直線外側から追い込み、先に抜け出した1番人気コレクターアイテムで末脚を用いて接近した。並びかけてゴール手前を迎えたが、コレクターアイテムに寸前で粘られて、半馬身突き放された2着だった。
そして12月9日、阪神ジュベナイルフィリーズ（GI）でGI初挑戦を果たした。前走敗れたコレクターアイテム、芙蓉ステークス優勝のサンブルエミューズ、ファンタジーステークス優勝のサウンドリアーナに次ぐ4番人気で臨んだが、5番人気にローブティサージュ優勝を許す7着だった。大外枠からのスタートや初の右回りが、そして両前脚のソエが祟った大敗だった。
年をまたいで3歳、2013年はクイーンカップでの始動を予定したが、寝違えたために出走を見送った。寝違えによる受傷の程度は軽く、すぐに調教を再開して3月2日、桜花賞のトライアル競走であるチューリップ賞（GIII）で再始動となる。紅梅ステークス優勝のレッドオーヴァル、阪神ジュベナイルフィリーズ優勝のローブティサージュと2着のクロフネサプライズなど関西馬が待ち受ける中、唯一の関東馬として参戦し、その3頭に次ぐ4番人気だった。
クロフネサプライズが逃げる3番手を追走し、直線で追い上げたが突き抜けることができず、反対にクロフネサプライズには千切られた。また2番手追走のウインプリメーラにも及ばなかった。伸びあぐねたアユサンは、後続勢の接近を許し、3着が危ぶまれた。ヴィルジニア、グッドレインボー、ウリウリ、レッドオーヴァルなどが迫り来て、横一線の争いとなった。しかしアユサンは、クビ差だけ守っていた。3着を確保して優先出走権獲得に成功した。

#### 桜花賞
関西に遠征して前哨戦をこなしたアユサンは、この後、美浦に戻らなかった。栗東トレーニングセンターに滞在しながら、関西で行われる本番の桜花賞に備えた。美浦所属の丸山が、わざわざ2週間続けて栗東に出向いて調教に騎乗。前哨戦を叩き台にしたこともあって仕上がり、これまでは実現していなかった不安のない万全な状態での出走を叶える。そして主戦の丸山と臨むはずだった。しかし丸山は、その前日、福島競馬場の3歳未勝利戦で先頭に出た途端に、馬の突然の外側逃避を受けて落馬していた。たちまち地面に叩きつけられて失神し、脳震盪や腰部打撲、腰椎横突起骨折と診断されて騎乗不能という判断がなされた。このために乗り替わりとなり、短期免許を行使して来日中のイタリア人騎手であるクリスチャン・デムーロが新たに起用される。デムーロは、乗り替わりが決まった後に失神から回復した丸山から、助言を託されての初騎乗、代打となった。

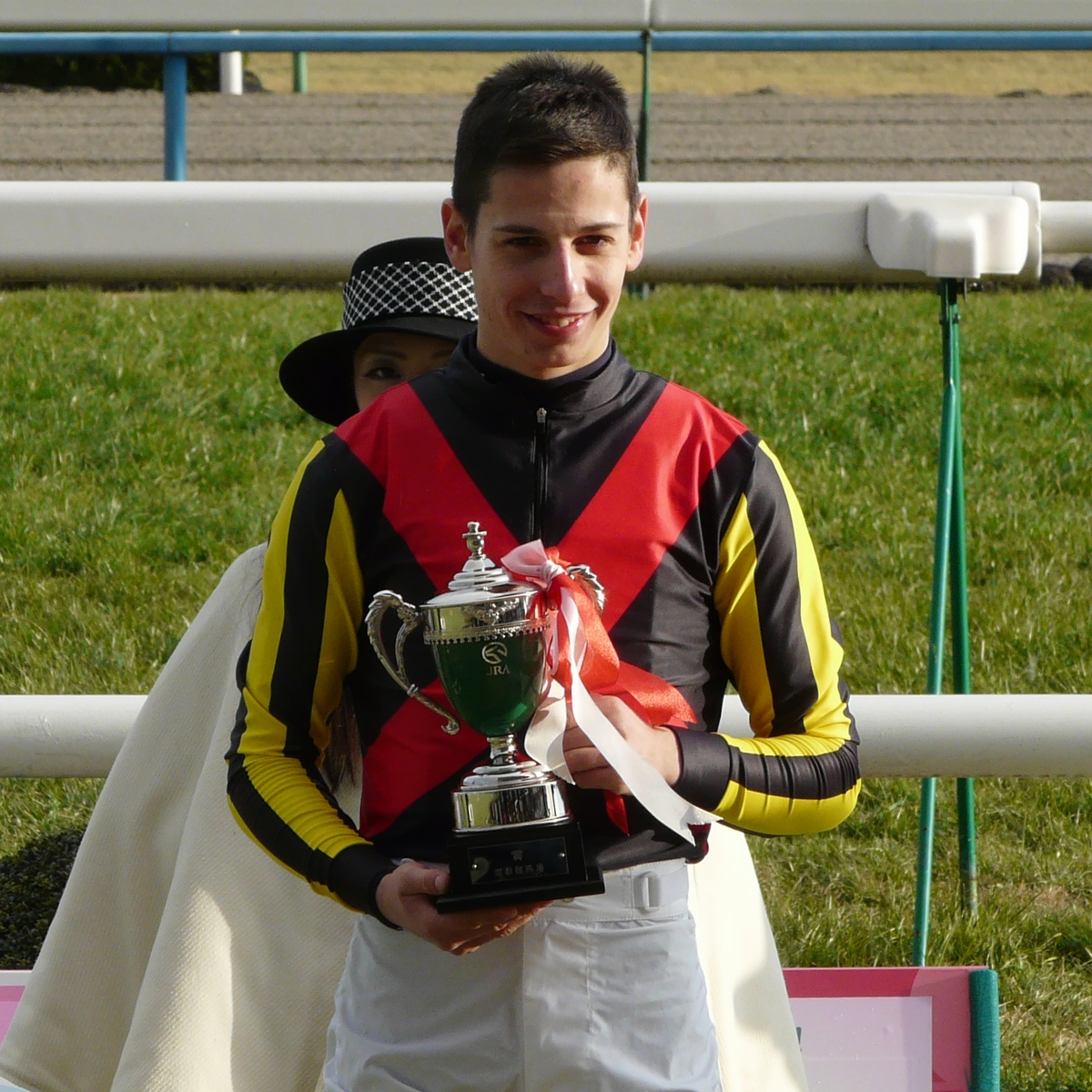
クリスチャン・デムーロ

デムーロにとって、桜花賞騎乗は悲願だった。前年、桜花賞の有力馬を得ながら、参戦できなかった経験があった。前年、短期免許の期限が目前に迫ったチューリップ賞にハナズゴールで臨み、ジョワドヴィーヴルやジェンティルドンナらを破り、それらに2馬身半差をつけて優勝。本番桜花賞の有力馬を得ていたが、申請した短期免許の期間には、桜花賞当日は含まれていなかった。チューリップ賞直後に期間満了となり、その後は母国のイタリアで騎乗する予定、約束が存在したため、当日は騎乗できないと思われていた。しかしデムーロは、参戦を熱望していた。ハナズゴールのためだけに短期免許を再取得し、イタリアの関係者と調整をしたうえで参戦を叶えていた。ところがハナズゴール自身が直前で負傷し、桜花賞を回避。結局、デムーロの桜花賞参戦は叶わず、ハナズゴールのためのあらゆる行動や短期免許が無駄になっていた。
それから1年が経過した2013年、この年のデムーロは、エバーブロッサムの騎乗依頼を受け入れていた。しかしエバーブロッサムは、賞金不足で除外となる。前年に続いて再び桜花賞参戦が叶わないと思われたその矢先、丸山が騎乗不能となり、アユサンの騎乗依頼が届いていた。

18頭立てとなる中、突然の騎手変更で臨むアユサンは、単勝オッズ18.0倍の7番人気だった。前哨戦優勝のクロフネサプライズやメイショウマンボ、無敗のトーセンソレイユ、前哨戦優勝かつ無敗のクラウンロゼ、大敗からの巻き返しを狙うレッドオーヴァルやコレクターアイテムには及ばない信頼だった。トライアル競走の重賞を制したクロフネサプライズとメイショウマンボの2頭の有力馬には、それぞれ武豊、武幸四郎が起用されていた。このため桜花賞を舞台にした武兄弟による対決に大きな注目が集まっていた。
スタートからサマリーズがクロフネサプライズらを制してハナを奪い、ハイペースを刻む一方、アユサンは中団馬群の中を追走した。最終コーナーに差し掛かるとサマリーズが垂れて、クロフネサプライズが先頭となり直線に差し掛かっていた。アユサンは、クロフネサプライズの背後から追い上げる形となった。馬群から進路を見出して抜け出し、クロフネサプライズの外側に持ち出して、末脚を発揮して接近。直線半ばで捉えて差し切り、先頭を奪取していた。残り200メートルまで先頭を守っていた。

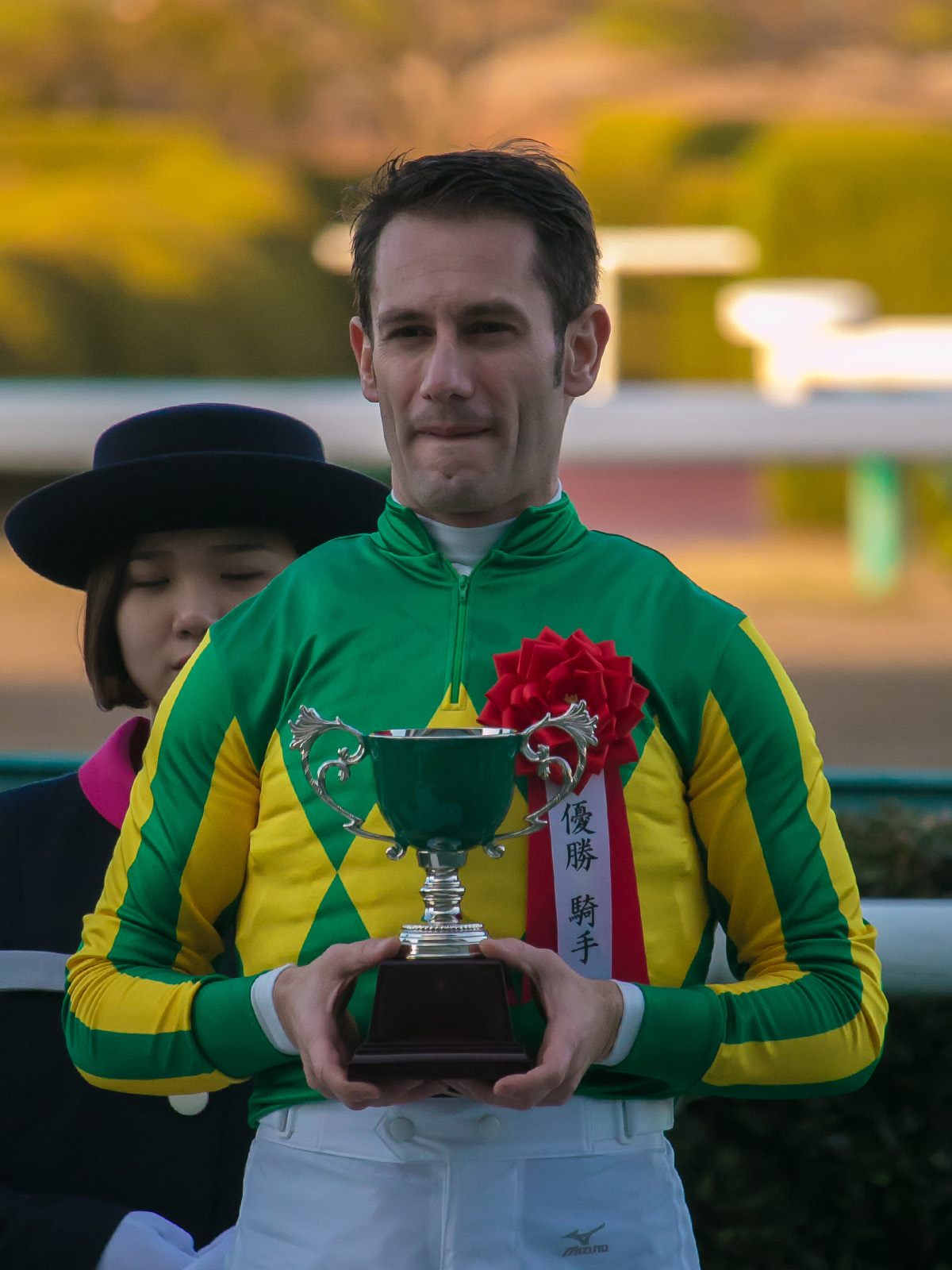
ミルコ・デムーロ

しかし直後に大外から追い込むレッドオーヴァルに接近された。レッドオーヴァルには、クリスチャン・デムーロの兄であるミルコ・デムーロが騎乗していた。すなわち兄弟横並びとなっていた。横並びとなった直後は、レッドオーヴァルの末脚が鋭く、残り100メートルというところで先頭を明け渡し、半馬身のリードを許した。しかしクリスチャン・デムーロがムチを振るって促すと、アユサンはもう一伸びを開始していた。ビハインドを盛り返して並びかけ、さらにはゴール寸前で突き出ていた。レッドオーヴァルよりクビ差だけ先に決勝線に到達。入線直後クリスチャンは、左手を空に掲げてから、アユサンに抱きつき、そして隣を走行するミルコとタッチしていた。
桜花賞戴冠を成し遂げる。1948年ハマカゼ、1954年ヤマイチ、1980年ハギノトップレディ、1995年ワンダーパヒュームに続いて1946年以降史上5頭目となる1勝馬による戴冠、1986年メジロラモーヌ以来史上5頭目となる東京デビューからの戴冠を果たした。またクリスチャン・デムーロは、JRAGI初勝利、GI級競走初勝利。また史上初めてとなる外国人騎手による桜花賞優勝を果たしている。さらに、1984年のグレード制導入以降史上初めてとなる出馬表確定後に騎手変更となりながらのGI優勝、史上12回目となる騎手変更となりながらの重賞優勝だった。
注目された武兄弟ではなく、デムーロ兄弟によるワンツーフィニッシュだった。2009年福島記念（GIII）のサニーサンデーと吉田隼人、トウショウシロッコと吉田豊以来となる兄弟騎手JRA重賞ワンツーであり、史上初めてとなる兄弟騎手JRAGIワンツーを成し遂げていた。デムーロは「レース前、（丸山）元気が『出来はいい。中団で我慢すれば必ず最後は脚を使う』とアドバイスしてくれた。彼にもお礼を言いたい（カッコ内加筆者）」と述べている。
さらに手塚は、前年、フィリーズレビュー優勝から、栗東滞在を経て臨んだアイムユアーズでの3着敗退を乗り越えた初めての桜花賞優勝、クラシックも初めての優勝だった。星野は、アユサンの2回の挑戦で実り、JRAGI2回目で初優勝だった。また下河辺牧場は、ダイワエルシエーロで制した2004年優駿牝馬（オークス）以来となるJRAGI優勝だった。

#### 桜花賞以後
桜花賞の後は牝馬クラシック第二弾、5月19日の優駿牝馬（オークス）（GI）に参戦した。出走2週間前には歯変わりが起こって効率的に食事ができるようになり、良い状態で臨むことができた。癒えた丸山が舞い戻り、導いたデムーロはライバルのレッドオーヴァルに騎乗していた。丸山は、自身のJRAGI初勝利がかかっていた。二冠を目指してデニムアンドルビー、レッドオーヴァルに次ぐ3番人気という支持だった。
スタートから中団馬群の中を追走して、直線で馬群から脱していたが、一足先に9番人気メイショウマンボには及ばなかった。牝馬二冠叶わず、メイショウマンボに3馬身以上後れを取る4着だった。戦前の装鞍所までは良かったが、パドックで入れ込んでしまっており「調教が強すぎた」と回顧している。
この後は、牧場に戻らず厩舎に留まって夏を過ごした。秋は、牝馬三冠競走最終戦の秋華賞を目指して、前哨戦のローズステークスから始動する予定だった。しかし8月下旬に馬房内で負傷、左前脚の球節が腫れたために、ローズステークスを断念。さらに左前脚の腱周囲炎のために秋華賞の参戦も断念し、年内出走を断念した。手塚は「馬房で雷に驚いてぶつけたのかもしれないが、正直、原因は分からない。」と述べている。下河辺牧場で放牧となった。放牧中は、歯の治療もこなし、暮れに厩舎に帰還した。
年をまたいで2014年は、5月のヴィクトリアマイルを目指し、東京新聞杯から始動する予定だった。放牧中の歯の治療もあって、疲労が解消せず、調整に遅れが生じた。このため始動は先送りとなり、3月2日の中山記念（GII）で始動、最下位の15着だった。続いて4月6日、ダービー卿チャレンジトロフィー（GIII）にも参戦したが11着だった。そして目標のヴィクトリアマイル参戦を予定したが、その1週間前の追い切りで左前肢に跛行をきたして回避となった。この後、復帰叶わないまま、2014年末に競走馬引退となる。12月26日付で日本中央競馬会の競走馬登録が抹消された。

### 繁殖牝馬時代
競走馬引退後は、生まれ故郷の下河辺牧場で繁殖牝馬となった。初年度となる2015年から2019年までの5年間でキングカメハメハとルーラーシップが交配され続け、5頭の仔を得ている。初仔は、競走馬とならないままに繁殖牝馬となったが、2番仔から5番仔までの4頭は、中央競馬でデビューを果たした。そして3番仔アップストリーム（父:キングカメハメハ）が初めて勝ち上がった。また4番仔エンギダルマ（父:ルーラーシップ）は、同じく星野、手塚、丸山の北関東ラインが再結成し、2022年スプリングステークス（GII）出走を果たしている。クラシック第一弾・皐月賞の優先出走権を目指したが、ビーアストニッシドに敗れる4着で、出走権獲得を逃している。

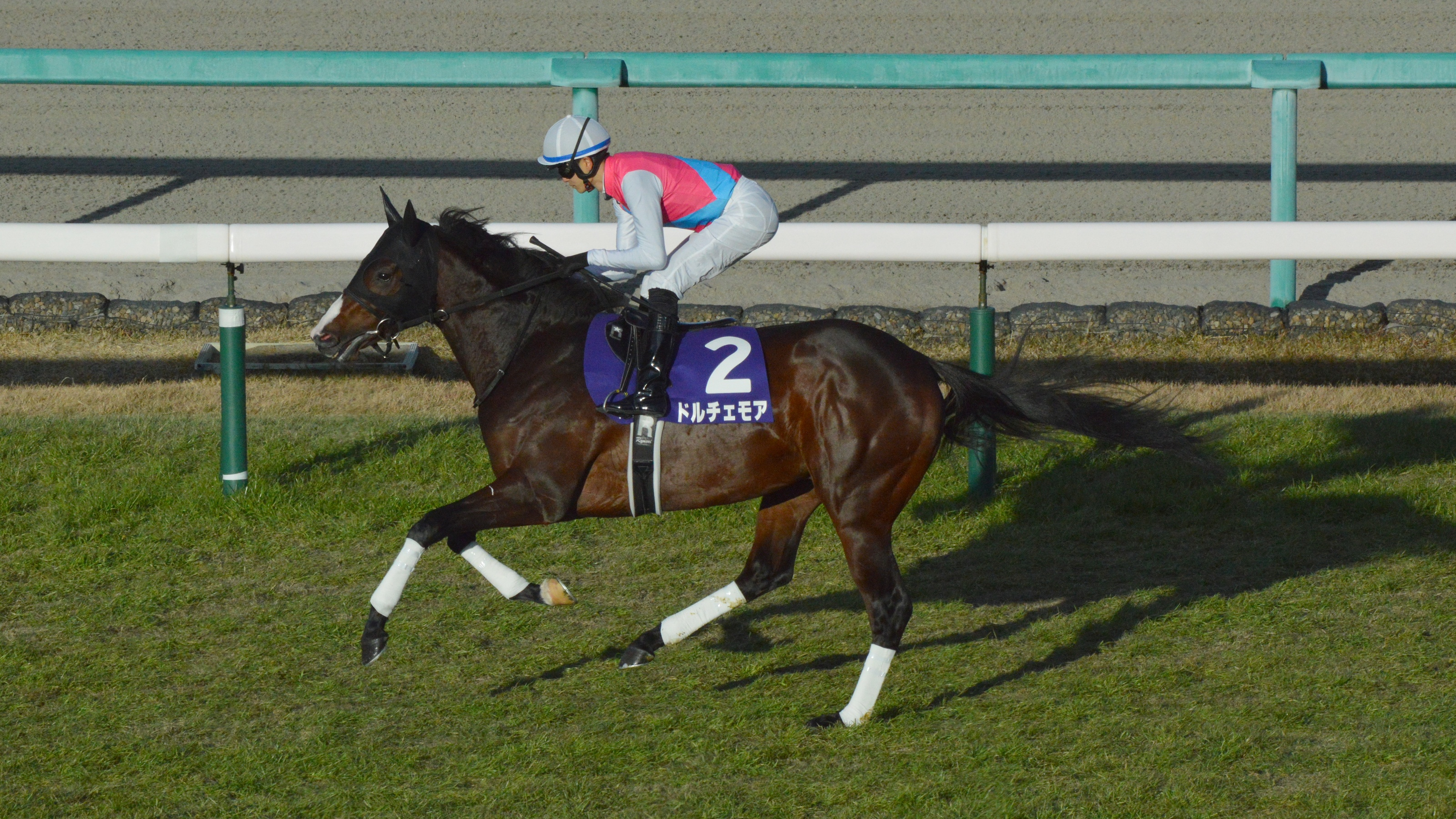
ドルチェモア

そして5番仔ドルチェモア（父:ルーラーシップ）は、2022年夏、札幌競馬場の新馬戦で初勝利を挙げた後、10月のサウジアラビアロイヤルカップ（GIII）で連勝し重賞初勝利を挙げた。さらに暮れ、アユサンが桜花賞を制した舞台である阪神芝マイルで行われる朝日杯フューチュリティステークス（GI）では、1番人気の支持に応えて3連勝、GI初勝利を挙げて母仔GI優勝を果たしている。またこの年のJRA賞では、JRA賞最優秀2歳牡馬を受賞している。

## 競走成績
以下の内容は、netkeiba.com、JBISサーチの情報に基づく。
| 競走日     | 競馬場 | 競走名            | 格       | 距離（馬場）  | 頭 数 | 枠 番 | 馬 番 | オッズ （人気） | 着順 | タイム （上がり3F） | 着差 | 騎手       | 斤量 [kg] | 1着馬（2着馬）       | 馬体重 [kg] |
| ---------- | ------ | ----------------- | -------- | ------------- | ----- | ----- | ----- | --------------- | ---- | ------------------- | ---- | ---------- | --------- | -------------------- | ----------- |
| 2012.10.06 | 東京   | 2歳新馬           |          | 芝1400m（良） | 13    | 8     | 12    | 02.8（01人）    | 01着 | 01:25.0（33.6）     | -0.3 | 蛯名正義   | 54        | （ヒシラストガイ）   | 494         |
| 0000.11.03 | 東京   | アルテミスS       | 新設重賞 | 芝1600m（良） | 18    | 4     | 8     | 08.9（04人）    | 02着 | 01:33.9（33.5）     | -0.1 | 丸山元気   | 54        | コレクターアイテム   | 494         |
| 0000.12.09 | 阪神   | 阪神ジュベナイルF | GI       | 芝1600m（良） | 18    | 8     | 18    | 07.4（04人）    | 07着 | 01:34.8（36.4）     | -0.6 | 丸山元気   | 54        | ローブティサージュ   | 496         |
| 2013.03.02 | 阪神   | チューリップ賞    | GIII     | 芝1600m（良） | 15    | 4     | 6     | 13.6（05人）    | 03着 | 01:35.6（35.1）     | -0.6 | 丸山元気   | 54        | クロフネサプライズ   | 496         |
| 0000.04.07 | 阪神   | 桜花賞            | GI       | 芝1600m（良） | 18    | 4     | 7     | 18.0（07人）    | 01着 | 01:35.0（35.5）     | -0.0 | C.デムーロ | 55        | （レッドオーヴァル） | 484         |
| 0000.05.19 | 東京   | 優駿牝馬          | GI       | 芝2400m（良） | 18    | 2     | 4     | 06.5（03人）    | 04着 | 02:25.9（35.1）     | -0.7 | 丸山元気   | 55        | メイショウマンボ     | 486         |
| 2014.03.02 | 中山   | 中山記念          | GII      | 芝1800m（稍） | 15    | 4     | 7     | 59.7（13人）    | 15着 | 01:51.6（38.3）     | -1.8 | 丸山元気   | 55        | ジャスタウェイ       | 488         |
| 0000.04.06 | 中山   | ダービー卿CT      | GIII     | 芝1600m（稍） | 16    | 5     | 10    | 33.6（11人）    | 11着 | 01:35.4（36.8）     | -0.8 | 丸山元気   | 55        | カレンブラックヒル   | 494         |

## 繁殖成績
|       | 生年   | 馬名             | 性 | 毛色   | 父               | 馬主                   | 厩舎                                                           | 戦績    | 主な成績                                            | 供用       | 出典   |
| ----- | ------ | ---------------- | -- | ------ | ---------------- | ---------------------- | -------------------------------------------------------------- | ------- | --------------------------------------------------- | ---------- | ------ |
| 初仔  | 2016年 | アストランティア | 牝 | 栗毛   | キングカメハメハ |                        |                                                                | 不出走  |                                                     | 繁殖       | [ 64 ] |
| 2番仔 | 2017年 | アプローズユウ   | 牝 | 鹿毛   | ルーラーシップ   | 星野壽市               | 美浦・手塚貴久                                                 | 4戦0勝  |                                                     | 繁殖       | [ 65 ] |
| 3番仔 | 2018年 | アップストリーム | 牝 | 黒鹿毛 | キングカメハメハ | 下河辺隆行             | 美浦・手塚貴久                                                 | 19戦2勝 |                                                     | 繁殖       | [ 66 ] |
| 4番仔 | 2019年 | エンギダルマ     | 牡 | 鹿毛   | ルーラーシップ   | 星野壽市               | 美浦・手塚貴久                                                 | 15戦1勝 | 2022年スプリングS（GII）4着                         | 引退       | [ 67 ] |
| 5番仔 | 2020年 | ドルチェモア     | 牡 | 鹿毛   | ルーラーシップ   | スリーエイチレーシング | 栗東・須貝尚介 →美浦・上原佑紀 →栗東・高橋一哉 →大井・藤田輝信 | 21戦3勝 | 2022年サウジアラビアRC（GIII） 2022年朝日杯FS（GI） | 引退       | [ 61 ] |
|       | 2021年 | （不受胎）       |    |        | エピファネイア   |                        |                                                                |         |                                                     |            | [ 2 ]  |
| 6番仔 | 2022年 | ベストシーン     | 牡 | 鹿毛   | レイデオロ       | 星野壽市               | 美浦・手塚貴久                                                 | 7戦1勝  |                                                     | 現役       | [ 68 ] |
| 7番仔 | 2023年 | コレクション     | 牡 | 鹿毛   | ルーラーシップ   |                        |                                                                |         |                                                     | デビュー前 | [ 2 ]  |
| 8番仔 | 2024年 | アユサンの2024   | 牝 | 鹿毛   | レイデオロ       |                        |                                                                |         |                                                     |            | [ 69 ] |

- 情報は2025年7月14日現在

## 血統
| アユサンの血統                           | アユサンの血統                                       | アユサンの血統       | （血統表の出典）     | （血統表の出典） |
| 父系                                     | サンデーサイレンス系                                 | サンデーサイレンス系 | サンデーサイレンス系 | [ § 2 ]          |
| 父 ディープインパクト 2002 鹿毛          | 父の父*サンデーサイレンス Sunday Silence 1986 青鹿毛 | Halo                 | Hail to Reason       | Hail to Reason   |
| 父 ディープインパクト 2002 鹿毛          | 父の父*サンデーサイレンス Sunday Silence 1986 青鹿毛 | Halo                 | Cosmah               |                  |
| 父 ディープインパクト 2002 鹿毛          | 父の父*サンデーサイレンス Sunday Silence 1986 青鹿毛 | Wishing Well         | Understanding        | Understanding    |
| 父 ディープインパクト 2002 鹿毛          | 父の父*サンデーサイレンス Sunday Silence 1986 青鹿毛 | Wishing Well         | Mountain Flower      |                  |
| 父 ディープインパクト 2002 鹿毛          | 父の母*ウインドインハーヘア 1991 鹿毛                | Alzao                | Lyphard              | Lyphard          |
| 父 ディープインパクト 2002 鹿毛          | 父の母*ウインドインハーヘア 1991 鹿毛                | Alzao                | Lady Rebecca         |                  |
| 父 ディープインパクト 2002 鹿毛          | 父の母*ウインドインハーヘア 1991 鹿毛                | Burghclere           | Busted               | Busted           |
| 父 ディープインパクト 2002 鹿毛          | 父の母*ウインドインハーヘア 1991 鹿毛                | Burghclere           | Highclere            |                  |
| 母 *バイザキャット Buy the Cat 1995 栗毛 | 母の父Storm Cat 1983 黒鹿毛                          | Storm Bird           | Northern Dancer      | Northern Dancer  |
| 母 *バイザキャット Buy the Cat 1995 栗毛 | 母の父Storm Cat 1983 黒鹿毛                          | Storm Bird           | South Ocean          |                  |
| 母 *バイザキャット Buy the Cat 1995 栗毛 | 母の父Storm Cat 1983 黒鹿毛                          | Terlingua            | Secretariat          | Secretariat      |
| 母 *バイザキャット Buy the Cat 1995 栗毛 | 母の父Storm Cat 1983 黒鹿毛                          | Terlingua            | Crimson Saint        |                  |
| 母 *バイザキャット Buy the Cat 1995 栗毛 | 母の母Buy the Firm 1986 鹿毛                         | Affirmed             | Exclusive Native     | Exclusive Native |
| 母 *バイザキャット Buy the Cat 1995 栗毛 | 母の母Buy the Firm 1986 鹿毛                         | Affirmed             | Won't Tell You       |                  |
| 母 *バイザキャット Buy the Cat 1995 栗毛 | 母の母Buy the Firm 1986 鹿毛                         | By the Hand          | Intentionally        | Intentionally    |
| 母 *バイザキャット Buy the Cat 1995 栗毛 | 母の母Buy the Firm 1986 鹿毛                         | By the Hand          | De Hostess           |                  |
| 母系(F-No.)                              | (FN:9-f)                                             | (FN:9-f)             | (FN:9-f)             | [ § 3 ]          |
| 5代内の近親交配                          | Northern Dancer 5×4                                  | Northern Dancer 5×4  | Northern Dancer 5×4  | [ § 4 ]          |
| 出典                                     | 1. 2. 3. 4.                                          | 1. 2. 3. 4.          | 1. 2. 3. 4.          | 1. 2. 3. 4.      |